# CGP Grey
CGP Greyとはアメリカ人の教育系YouTuber、ポッドキャスター。動画の内容は、政治、地理、経済学、社会学、歴史、哲学、文化、科学、など多岐にわたる。また、グレイが立ち上げたポッドキャスト番組、ブレイディ・ハランとの「Hello Internet」及びマイク・ハーリーとの「Cortex」のメインホストとして知られる。